# Herrschaften des Burgenlands
Die Herrschaften des Burgenlandes waren historische Verwaltungseinheiten des österreichischen Bundeslandes Burgenland. Es handelte sich dabei um Zusammenschlüsse von Ortschaften und Einzelgehöften mit seinen Bewohnern (Untertanen) sowie unbewohntem Grund unter einer zumeist adeligen oder geistlichen Grundherrschaft. Sie bestanden in der feudalen Geschichtsperiode seit dem Mittelalter bis zur Durchführung der Grundentlastung in Ungarn 1854. Die Herrschaften wurden im Normalfall nach dem Vorort und Sitz des Grundherrn benannt wo dieser zumeist eine Burg oder ein Schloss unterhielt. Drei der ehemaligen Herrschaftsvororte des heutigen Burgenlands liegen in Ungarn (St. Gotthard, Pernau und Ungarisch-Altenburg). Die Herrschaftsvororte Eisenstadt, Mattersburg und Güssing wurden nach dem Anschluss des Burgenlandes an Österreich (1921) zu Bezirkshauptstädten.

## Geschichte
Das Gebiet des heutigen Burgenlandes war seit Beginn des 11. Jahrhunderts Teil des Königreichs Ungarn. Es wurde das Lehnswesen des Fränkischen Reichs übernommen und schrittweise angepasst. Im 11. und 12. Jahrhundert wurde die Zentralmacht der ungarischen Könige schwächer und einzelne Adelsgeschlechter gewannen an Einfluss. Die Könige versuchten die Gunst dieser Adeligen durch Verleihung von Grundbesitz zu bewahren, wodurch sich die Macht dieser Adeligen allerdings noch weiter steigerte und das Lehenswesen immer größere Bedeutung gewann. Das politische System wandelte sich von einem tributären in Richtung eines stärker auf die Grundherrschaft ausgerichtetes System.
Zu Beginn des 13. Jahrhunderts ist in dem Gebiet eine starke Vereinheitlichung und Arrondierung des Grundbesitzes sowie eine rasch steigende Zahl von unfreien Bauern erkennbar. Bis Mitte des 14. Jahrhunderts hatte sich eine relativ einheitliche Gesellschaftsstruktur mit abhängigen Bauern entwickelt. Ausnahmen bildeten auf dem Gebiet der Herrschaften des Burgenlandes insbesondere die freien Bauern-Heiducken, die in der frühen Neuzeit Kriegsdienste für die Grundherren versahen.
Die ersten adeligen Großgrundbesitzer waren die Familie Mattersdorf-Forchtenstein im Norden des Landes sowie die Herren von Güns im Süden.

## Rechtsbeziehung zwischen Grundherren und Untertanen
Die Herrschaft vertrat die Interessen ihrer Untertanen gegenüber dem ungarischen König und zentralen Stellen des Landes. Gegenüber den Untertanen trat der Grundherr als Vertreter der staatlichen Obrigkeit auf. Die Herren führten das Grundbuch, hatten das Recht zur Pfarrbesetzung und bestimmten durch Ausübung oder Verpachtung verschiedener Sonderrechte (Regalien) wie z. B. des Schank-, Handels- oder Fischereirechts wesentliche Bereiche der Wirtschaft im Herrschaftsbereich.
Die Untertanen waren Leibeigene der Grundherrschaft und dieser zu Robot und verschiedenen Abgaben wie dem Zehent verpflichtet. Sie unterstanden in alltäglichen Belangen der Gerichtsbarkeit direkt dem Grundherren. Nur spezielle Angelegenheiten wie Strafsachen oder Zehentangelegenheiten kamen vor die Komitatsbehörde die den Grundherren in diesen Rechtssachen überwachte. Die Grundherren erhielten im Lauf der Zeit immer größere Macht und erweiterten ihre Kontroll- und Sanktionsmöglichkeiten. Beispielsweise verlieh bereits im frühen 14. Jahrhundert König Karl I. Robert den Grundherren die Blutgerichtsbarkeit.
Die untertänigen Bauern hatten ein erbliches Nutzungsrecht an ihren Hufen. Die Grundherren begnügten sich bis ins 16. Jahrhundert meist mit der Einhebung von Abgaben. Ab dem 16. Jahrhundert versuchten die Grundherren die Produkte der Bauern in Eigenregie zu verkaufen und erhielten weitere Vorrechte und de facto einen wirtschaftlichen Monopolstatus. Die Bauern mussten einerseits ihre Produkte zuerst der Grundherrschaft anbieten (Vorkaufsrecht) und andererseits dem Grundherren die Produkte abkaufen (Abnahmezwang).
Ende des 16. und im Verlauf des 17. Jahrhunderts verstärkte sich die persönliche Abhängigkeit der Bauern und es bildete sich die Leibeigenschaft aus, die in Ungarn meist als Erbuntertänigkeit bezeichnet wurde. Die Untertanen wurden noch stärker in ihren Rechten wir im Heirats-, Berufs- und Eigentumsrecht beschränkt. Zwar gab es seit 1514 gesetzliche Regelungen, die maximal 52 Tage pro Frondienst zuließ und die ewige Schollenbindung festschrieb, doch wurden diese erst nach und nach und nicht immer konsequent eingehalten. In der zweiten Hälfte des 16. Jahrhunderts wurde die  Belastung durch Frondienste sogar noch erheblich gesteigert. Im Zuge des aufgeklärten Absolutismus wurden die Lasten und Pflichten der untertänigen Bauern von den habsburgischen Königen geregelt. Untere dem ungarischen König Josef II. wurde in Ungarn 1785 Leibeigenschaft abgeschafft. Wie viele der Reformen Josefs II. wurden auch die Regelungen zur Grundentlastung nach Josefs Tod zurückgenommen.
1854 beschloss der ungarische Reichstag die Aufhebung der Leibeigenschaft, der grundherrlichen Rechtsprechung, vieler weiterer Vorrechte der Grundherren, der Frondienste usw. Der von den Bauern bewirtschaftete Pachtgrund ging gegen eine Ablöse an die ehemaligen Grundherren in deren Eigentum über. Nicht eingelöster Grund blieb den ehemaligen Grundherren. Die ehemaligen Untertanen wurden zu Staatsbürgern, die Ortschaften der Herrschaft freie Gemeinden.

## Herrschaften
Die größte Herrschaft im Norden des Landes war die Herrschaft Ungarisch-Altenburg unter den Grafen Poth, einem der ältesten deutschen Adelsgeschlechter in Ungarn. Herren auf Lockenhaus im mittleren Burgenland waren die Günser, danach die Kanizsay und später die ungarischen Hochadeligen Nádasdy. Die Kanizsay waren außerdem Herren über die Herrschaften Eisenstadt und Hornstein im Landesnorden.
Die größte Herrschaft des südlichen Burgenlands war die Herrschaft Güssing. Entstanden ist sie im 11. Jahrhundert unter den Herren von Güns. Später zerfiel die Herrschaft und wurde unter verschiedenen Adeligen aufgeteilt. Unter den ungarischen Magnaten Batthyány erreichte sie ab 1540 schrittweise nahezu wieder die ursprüngliche Größe. Herrschaft Bernstein wurde von den Geschlechtern Kanizsay, Königsberg und Batthyány beherrscht. Eberau war im Besitz der Hédervary, Ellerbach und Erdődy. Den Erdődy unterstand zudem die Herrschaft Rotenturm.
Nahezu ausschließlich im Besitz der Batthyány oder deren Ehegattinen und -gatten waren die Herrschaften Rechnitz, Schlaining, Pinkafeld und Neuhaus. Gebiete mit geistlichen Grundherren waren die Herrschaften Pernau, Heiligenkreuz, Klostermarienberg sowie  St. Gotthard. Neben diesen gab es im Lauf der Jahrhunderte verschiedene Kleinherrschaften im heutigen Burgenland.